# Jean-Pierre Rivière
Jean-Pierre Rivière, né le 22 juillet 1929 à Mérignac et mort le 17 novembre 1995 à Montpellier, est un compositeur français.

## Biographie
Natif de Mérignac, Jean-Pierre Rivière fait ses études secondaires au lycée Montesquieu de Bordeaux. Il étudie au Conservatoire de Paris l'harmonie avec Jean Gallon et Henri Challan, le contrepoint et la fugue avec Noël Gallon, l'accompagnement avec Nadia Boulanger, la composition avec Tony Aubin, l'analyse musicale avec Olivier Messiaen, l'esthétique et la pédagogie musicale avec Roland-Manuel, l'histoire de la musique avec Norbert Dufourcq et la direction d'orchestre avec Louis Fourestier. Il reçoit les premiers prix d'harmonie (1951), de fugue (1952) et de composition (1957). Il remporte le deuxième Second Grand prix de Rome en 1956 et le premier Second Grand prix en 1957.
Artiste en résidence à la Casa de Velásquez de Madrid en 1956-1957, il compose sa symphonie Les Sorcières du Pré au Bouc, sous-titrée Hommage à Goya. À son retour en France, il enseigne au Conservatoire de Bordeaux de 1959 à 1960. Il enseigne pendant un an au Conservatoire de Québec en 1967-68. En 1980, il est nommé au Conservatoire de Nancy où il enseigne la composition et l'orchestration jusqu'en 1992 et où il a pour élève le Nancéien Pierre Thilloy (de). Parallèlement, il dirige l'École nationale de musique de Mâcon en 1983-84, et, en 1989-90, l'École départementale de musique de Haute-Saône à Vesoul. En 1987, Rivière ouvre le Centre international de l'Ermitage-Luthézieu de Belmont-Luthézieu, où il organise des concerts et des stages de musique. 
Une maladie cardiaque l'oblige à ralentir ses activités et à abandonner l'enseignement en 1992. Le 17 novembre 1995, il décède d'un infarctus du myocarde lors d'un voyage en train à destination de Montpellier.

## Œuvres
- Les Sorcières du Pré au Bouc (Hommage à Goya), symphonie, 1957, créée le 7 mars 1959 à la Salle Pleyel par les Concerts Pasdeloup
- Burlesque pour trombone et piano, 1958, Éditions Alphonse Leduc
- Pour un Don Quichotte, opéra en un acte, créé à la Piccola Scala de Milan, avec Denise Duval et Gabriel Bacquier, sous la direction de Nino Sanzogno, 1961, livret édité chez Ricordi  (ISBN 9788875926229)
- Ré mineur pour tuba et piano, 1979, Éditions Max Eschig
- Tenroc pour cornet ou trompette et piano, 1982, Éditions Max Eschig
- Rapsodie pour trombone et piano, 1984, Éditions Billaudot
- Geronimo (homonymie)#Musique/Géronimo pour quintette à vent, créé le 2 août 1992 au Festival d'Avignon
- Divertimento
- Le Chevalier Kurt
- Concertino-Sax
- Variations